# Anthicus botswanaensis
Anthicus botswanaensis – gatunek chrząszcza z rodziny nakwiatkowatych i podrodziny Anthicinae.
Gatunek ten opisany został po raz pierwszy w 2002 roku przez Gerharda Uhmanna na łamach „Bonner zoologische Beiträge”. Jako lokalizację typową wskazano Farmers’ Brigade w Serowe w Botswanie. Epitet gatunkowy pochodzi od nazwy tego kraju.
Chrząszcz o wydłużonym ciele długości 1,8 mm i szerokości 0,6 mm. Głowa jest błyszcząco ciemnobrązowa, grubo i dość gęsto punktowana, krótko, jasnobrązowo owłosiona, zaopatrzona w grube czułki o przyciemnionych pięciu ostatnich członach i poprzecznym członie przedostatnim. Skronie są tak długie jak oczy i równoległe, tylna krawędź głowy zaś prosta. Przedplecze jest lśniąco brązowe, grubo punktowane, porośnięte dość długimi, jasnobrązowymi, nieco zakrzywionymi, głównie skierowanymi ku tarczce włoskami. Pokrywy są lśniąco brązowe z ciemniejszą plamą o zatartym konturze, punktowane bardzo grubo. Boki pokryw są bardziej równoległe niż u A. uhligi. Tylna para skrzydeł jest w pełni wykształcona. Odnóża są brązowe z lekko rozjaśnionymi goleniami i stopami.
Owad afrotropikalny, znany z Botswany i Namibii.